# Diócesis de Montenegro
La diócesis de Montenegro (en latín: Dioecesis Nigromontana y en portugués: Diocese de Montenegro) es una circunscripción eclesiástica latina de la Iglesia católica en Brasil, sufragánea de la arquidiócesis de Porto Alegre. La diócesis tiene al obispo Carlos Rômulo Gonçalves e Silva como su ordinario desde el 18 de octubre de 2017. 

## Territorio y organización
La diócesis tiene 4397 km² y extiende su jurisdicción sobre los fieles católicos de rito latino residentes en 32 municipios del estado de Río Grande del Sur: Montenegro, Alto Feliz, Barão, Bom Princípio, Bom Retiro do Sul, Brochier, Capela de Santana, Colinas, Estrela, Fazenda Vilanova, Feliz, Harmonia, Linha Nova, Maratá, Pareci Novo, Paverama, Poço das Antas, Portão, Roca Sales, Salvador do Sul, São José do Hortêncio, São José do Sul, São Pedro da Serra, São Sebastião do Caí, São Vendelino, Tabaí, Taquari, Teutônia, Triunfo, Tupandi, Vale Real y Westfália.
La sede de la diócesis se encuentra en la ciudad de Montenegro, en donde se halla la Catedral de San Juan Bautista.
En 2019 en la diócesis existían 30 parroquias agrupadas en 5 áreas pastorales: Montenegro, Salvador do Sul, Estrela, São Sebastião do Caí y Bom Princípio.

## Historia
La diócesis fue erigida el 2 de julio de 2008 con la bula Pastorali Nostra del papa Benedicto XVI, obteniendo el territorio de la arquidiócesis de Porto Alegre.

## Estadísticas
De acuerdo al Anuario Pontificio 2020 la diócesis tenía a fines de 2019 un total de 316 200 fieles bautizados.
| Año                                                                             | Población            | Población | Población      | Sacerdotes | Sacerdotes    | Sacerdotes    | Bautizados por sacerdote | Diáconos permanentes | Religiosos | Religiosos | Parroquias |
| Año                                                                             | Bautizados católicos | Total     | % de católicos | Total      | Clero secular | Clero regular | Bautizados por sacerdote | Diáconos permanentes | Varones    | Mujeres    | Parroquias |
| ------------------------------------------------------------------------------- | -------------------- | --------- | -------------- | ---------- | ------------- | ------------- | ------------------------ | -------------------- | ---------- | ---------- | ---------- |
| 2008                                                                            | 268 417              | 335 521   | 80.0           | 35         | 35            |               | 7669                     |                      | 18         | 129        | 30         |
| 2010                                                                            | 283 119              | 340 000   | 83.3           | 48         | 38            | 10            | 5898                     | 5                    | 20         | 122        | 30         |
| 2012                                                                            | 292 000              | 351 000   | 83.2           | 57         | 42            | 15            | 5122                     | 4                    | 30         | 115        | 30         |
| 2013                                                                            | 294 000              | 354 000   | 83.1           | 55         | 40            | 15            | 5345                     | 4                    | 30         | 115        | 30         |
| 2016                                                                            | 302 770              | 378 463   | 80.0           | 49         | 45            | 4             | 6178                     | 4                    | 12         | 121        | 30         |
| 2019                                                                            | 316 200              | 395 715   | 79.9           | 51         | 48            | 3             | 6200                     | 4                    | 10         | 60         | 30         |
| Fuente: Catholic-Hierarchy, que a su vez toma los datos del Anuario Pontificio. |                      |           |                |            |               |               |                          |                      |            |            |            |

## Episcopologio
- Paulo Antônio de Conto (2 de julio de 2008-18 de octubre de 2017 retirado)
- Carlos Rômulo Gonçalves e Silva, por sucesión el 18 de octubre de 2017